# Claustrofobie

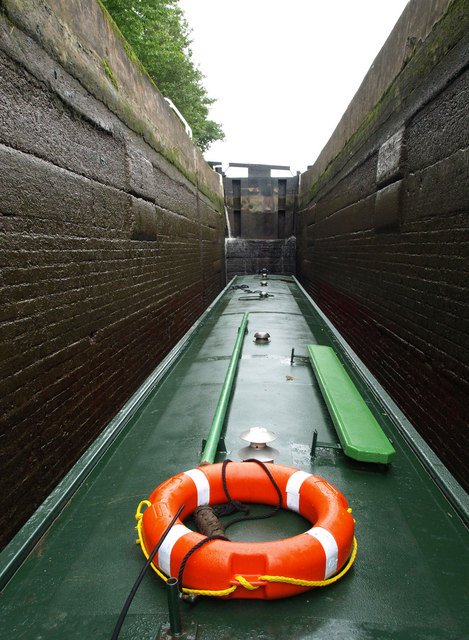
Een sluis die 3 meter diep en maar 2 meter breed is geeft een gevoel van claustrofobie.

Claustrofobie of engtevrees is een specifieke fobie voor kleine of afgesloten ruimten. De naam is afkomstig van het Latijnse claudere, sluiten of claustrum, slot en het Griekse φόβος phóbos, angst/vrees.
Mensen die aan claustrofobie lijden, ontwikkelen angstsymptomen als ze zich in ruimten bevinden die moeilijk snel te verlaten zijn, zoals liften, vliegtuigen en treinen of ruimten die zij als te klein, te benauwd ervaren. In ernstige gevallen kunnen paniekaanvallen optreden en probeert men aan de situatie te ontsnappen, zelfs als dit ernstig gevaar oplevert. Anderzijds is het mogelijk dat men door de angst 'bevriest'.
Net als bij mensen met agorafobie kan angst ontstaan in ruimten waarin zich veel mensen bevinden. De oorzaak is echter anders: de angst bij claustrofobie ontstaat doordat men bang is niet uit de groep of de ruimte te kunnen geraken en zich opgesloten voelt, terwijl bij agorafobie het accent meer ligt op het onvertrouwde of onbekende van de omgeving.